# Курземский район
Ку́рземский райо́н (латыш. Kurzemes rajons; до 1991 года — Ленинградский район) — один из шести административных районов Риги. Расположен на левом берегу реки Даугава, в западной и северо-западной части города.
Граница с другим левобережным районом — Земгальским предместьем — проходит по улицам: бульвар Узварас, Ранькя дамбис, бульвар Александра Грина, улица Слокас, улица Калнциема, железнодорожная линия на Юрмалу.
В районе находится самая высокая точка рельефа города Риги — гора Дзегужкалнс.

## История
Самое древнее поселение в этом районе образовалось в 1226 году,  на северной оконечностью Кипсалы, от которой позже произошло название Ильгуциема (Hiligzeem). Через него проходили две важные дороги- Буллумуйжская дорога, по которой можно было добраться из Риги в Курземе, и дорога, которая вела через Ильгуциемс в Болдераю,  в XVII веке - до Даугавгривской монастыря. Позже они превратились в улицы Булли и Даугавгривас. Основное население было представлено латышами, которые занимались садоводством и рыболовством, а затем транспортировкой, сортировкой, взвешиванием товаров.
18 июля 1701 года состоялась битва за Даугаву.
В 1787 году в Пардаугаве (в окрестностях нынешних Торнякалнс, Эргенскалнс и Ильгуциемс) был создан третий пригород Риги, или Елгава (немецкий: Mitauer Vorstadt, русский: Митовский фоштадт, Митовский чатт). После создания Латвийского государства в 1924 году, к Риге были добавлены поместья Шампетерис, Солитудес, поместья Большой и Малой Дамме, земли Анниньмуйжа (ныне район Иманта), Клейсты, Болдерая, Даугавгрива и Буллюмуйжа.
После присоединения Латвии к СССР в 1940 году, был образован Пардаугавский район, который вскоре был разделен на Ленинский и Красноармейский районы в 1956 году. В 1969 году они были объединены, но 16 мая 1969 года северная часть была снова отделена от Ленинского района и там образован Ленинградский район. После восстановления независимости Латвии Ленинградский район в 1990 году был переименован в Курземский район.

## Микрорайоны
- Агенскалнс (большей частью в Земгальском предместье)
- Болдерая
- Булли
- Волери
- Даугавгрива
- Дзирциемс
- Засулаукс
- Ильгюциемс
- Иманта
- Кипсала
- Клейсты
- Спилве